# Anca Neculce
Anca Neculce (n. 2 august 1938, București) este actriță română de radio, teatru, film și televiziune, absolventă a Institutului de Artă Teatrală și Cinematografică București în 1960 la clasa profesoarei Beate Fredanov. A avut un an de pregătire cu marea actriță Mărioara Voiculescu.

## Biografie

### Familie, educație
Fiica lui Eugen Ionică, doctor-inginer chimist, ce a urmat studiile la Universitatea Politehnica din Zurich și Universitatea Sorbonne din Paris, asasinat politic în 1939 la 34 de ani și a Vioricăi Ionică (născută Neculce), inginer chimistă, răpusă de cancer, încă tânără în luptă cu vicisitudinile regimului comunist. Fratele bunicii paterne, general erou Traian Moșoiu și bunicul matern, generalul Constantin Neculce(a), decorați de regele Ferdinand I și generalul Henri Mathias Berthelot pentru rolul foarte important în victoria Marii Uniri a României din 1918.
Anca, născută Ionică, își schimbă numele din motive politice în Neculce, după bunicul matern Neculce(a), după absolvirea IATC.

### Teatru
Absolventă a I.A.T.C.-Institutul de Artă Teatrală și Cinematografică București în 1960 la clasa profesor Beate Fredanov, lector Zoe Stanca-Anghel, asistenți Dinu Cernescu, David Esrig.  
Își susține examenul de producție cu Liubov, cocoșata, din piesa „Cei din urmă” de Maxim Gorki. Mai joacă Gertruda din Hamlet și Lenuța din „Oameni de azi” de L. Demetrius. 
Repartizată la Teatrul Național din Timișoara. Din 1981 actriță a Teatrului Odeon-București.
Căsătorită cu Ion Maximilian (1931-1985) regizor; recăsătorită cu Nicolae-Nae Iliescu, actor.
Traducătoare de limba germană: Napoleon I de Ferdinand Bruckner; Lulu de Frank Wedekind, ș.a.

### Activitate teatrală
A fost angajata și colaboratoarea mai multor teatre din țară.
- Teatrul Național Timișoara: 1960-1963
- Teatrul Național Craiova: 1963-1964
- Teatrul de stat Galați: 1964-1967
- Teatrul de stat Constanța: 1967-1970
- Teatrul de stat Ploiești: 1970-1971
- Teatrul Național Cluj: 1971-1976Anca Neculce la 45 ani - aniversare de la absolvire
- Teatrul de stat Sibiu: 1976-1981

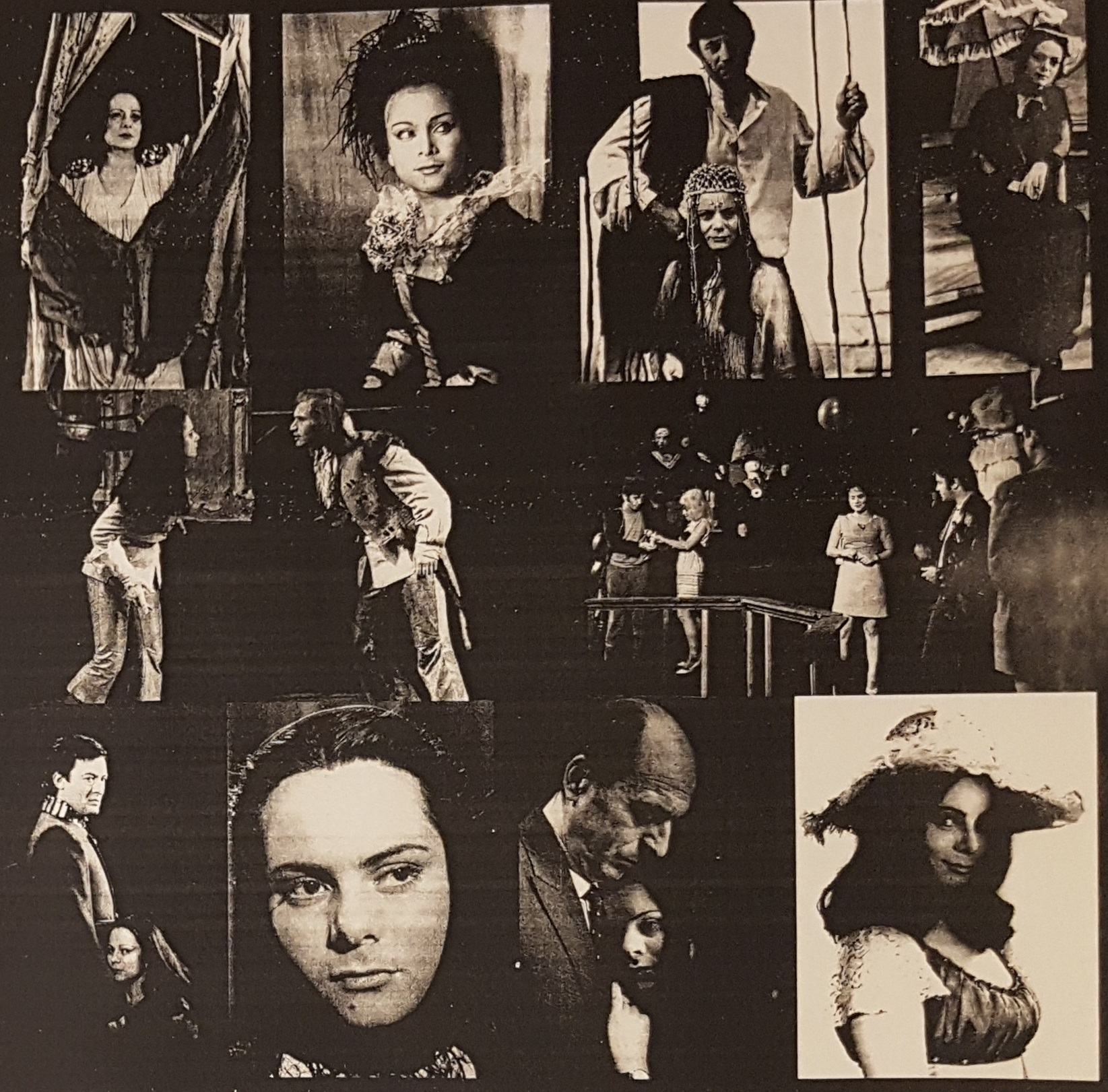
Anca Neculce la 45 ani - aniversare de la absolvire

- Teatrul Giulești, devenit Odeon-București - din 1981 până în 1998

Anul pensionării, rămânând angajată cu cumul între 1998-2001. După 2001 și prezent funcționând cu contract de colaborare. Au mai existat colaborări cu Teatrul Național Târgu-Mureș, în anii 1971 - 1974, ca și în 1991.
„Una din cele mai desăvârșite actrițe din stirpea marilor artiste de dramă și comedie. Frumoasă, distinsă, elegantă, ea s-a impus ca o mare personalitate creând tipologii feminine de o uimitoare diversificare, de la Julieta până la Goneril, de la Amalia la Mașa, de la Rebecca la Ranevskaia, de la Marta lui Camus la Iocasta, de la Vanda la Silvia și multe altele. Orice rol pentru ea a fost o creație de mare vibrație, în orice rol a triumfat. Anca-Neculce-Maximilian a făcut să strălucească firmamentele multor teatre lucrând cu mari regizori sensibili și delicați precum Marieta Sadova, Dan Nasta, Vlad Mugur, Ion Maximilian, David Esrig, Aureliu Manea, Dinu Cernescu, Iulian Vișa sau Alex. Colpaci.
Solicitată în 1976 de către directorul și regizorul Henry Simmon să joace rolul principal Stella de Goethe, la a 25-a aniversare a lui Ernst Deutsch-Theater din Hamburg-Germania, după trei luni de studiu, nu primește viza de a ieși din țară cu toate intervențiile la nivelul cel mai înalt. Păcat. Oricum, și aici, EA este o actriță de talie europeană. O mândrie a noastră a tuturor.” [Pasaj redactat de Alexandru Lazăr în revista apărută cu prilejul aniversării a 45 de ani de la absolvirea IATC]

## Activitate
| Nume autor          | Nume piesă                                      | Nume rol                    |
| Euripide            | Troienele                                       | Andromaca                   |
| William Shakespeare | Visul unei nopți de vară                        | Hermia                      |
| William Shakespeare | Romeo și Julieta                                | Julieta                     |
| William Shakespeare | Mult zgomot pentru nimic                        | Beatrice                    |
| William Shakespeare | A douăsprezecea noapte                          | Olivia                      |
| William Shakespeare | Pericle                                         | Taisa                       |
| William Shakespeare | Regele Lear                                     | Goneril                     |
| Friedrich Schiller  | Hoții                                           | Amalia                      |
| Jean Racine         | Fedra                                           | Fedra                       |
| A.P. Cehov          | Trei surori                                     | Mașa                        |
| Marivaux            | Jocul dragostei și al intâmplării               | Silvia                      |
| Goldoni             | Pasiunile pentru Viligiature                    | Giacinta                    |
| Goldoni             | Cafeneaua                                       | Lizaura                     |
| Lion Feuchtwanger   | Diavolul la Boston                              | Hanna                       |
| Honoré de Balzac    | Istețimile lui Quinolla                         | Contesa Faustina Brancadori |
| A. Arbuzov          | Poveste din Irkutsk                             | Valea                       |
| A. Arbuzov          | Bietul meu Marat                                | Lida                        |
| Henrik Ibsen        | Rosmersholm                                     | Rebecca                     |
| B. Brecht           | Mutter courage                                  | mutei Katrin                |
| K. Capek            | Rețeta Makropolos                               | Emilia Marty                |
| Figueredo           | Vulpea și strugurii                             | sclava Melita               |
| J. Anouilh          | Invitație la castel                             | Lucie                       |
| R.Sherwood          | Pădurea împietrită                              | Gabby Marty                 |
| Sacha Lichy         | Soldățelul de plumb                             | Kägä                        |
| F. Wedekind         | Lulu                                            | Contesa Geschwitz           |
| Albert Camus        | Neînțelegerea                                   | Marta                       |
| E. Labich           | Pălăria florentină                              | Contesa de Chantilly        |
| Ianis Ritsos        | Dealul cu fântână arteziană                     | Marta                       |
| Eugen Sue           | Medalionul de argint după „Misterele Parisului" | Contesa                     |
| M. Trembley         | Cumetrele                                       | Angeline Sauve              |
| Lucian Blaga        | Meșterul Manole                                 | Mira                        |
| Vasile Alecsandri   | Sânziana și Pepelea                             | Zâna Codrului               |
| Kirițescu           | „Gaițele" in spectacole diferite                | Margareta și Vanda          |
| Sidonia Drăgușanu   | Fiicele                                         | Manuela                     |
| A. Baranga          | Fii cuminte Cristofor                           | Anca-Ema                    |
| A. Baranga          | Interesul general                               | Lucia Hrisanide             |
| Al. Mirodan         | Celebrul 702                                    | rolul principal feminin     |
| Horia Lovinescu     | Citadela sfărâmată                              | Irina                       |
| Horia Lovinescu     | Surorile Boga                                   | Ioana                       |
| D.R.Popescu         | Acești îngeri triști                            | Silvia                      |
| D.R.Popescu         | O Pasăre dintr-o altă z                         | Nuța                        |
| D.R.Popescu         | Pisica în noaptea anului nou                    | Gilda                       |
| Tudor Mușatescu     | Visul unei nopți de iarnă                       | Elvira                      |
| Alex. Sever         | Anunț la mica publicitate                       | Monica                      |
| R.Ojoc Brașoveanu   | Cursa de Viena                                  | Alma                        |
| Ileana Vulpescu     | Arta conversației                               | Sanda                       |
| Csavossy Gyorgy     | Front atmosferic                                | Gabi Fodor                  |
| Holban              | Al treilea martor                               | Cornelia                    |
| Const. Zărnescu     | Regina Iocasta                                  | Iocasta                     |

### Teatru la microfon
| Nume Autor   | Nume piesă              | Nume regizor      |
| T. Mușatescu | Geamandura              | Paul Stratilat    |
| M. Joldea    | O frână pusă la timp    | Dan Puican        |
| F. Laszlo    | O problemă de încredere | Cristian Munteanu |
| D.R. Popescu | Acești îngeri triști    | Eugen Marcus      |
| V. Rebreanu  | Studenții               | Dorel Vișan       |

Numeroase colaborări cu Studioul de Radio Cluj și București, cu regizori de radio ca: M. Zira, Const. Moruzan, Pascal, Titel Constaritineseu, Cristian Munteanu, Liliana Moldovan, Dan Verona, ca de altfel și cu Televiziunea Română.
Din regizorii mai importanți care au semnat spectacolele mai sus menționate: David Esrig, Marieta Sadova, Vlad Mugur, Aureliu Manea, Ion Maximilian, Dragoș Galgoțiu, Alex. Tatos, Alexa Visarion, Gheorghe Jora, Iulian Vișa, Dinu Cernescu, Dan Nasta, Alexandru Colpaci, Henry Simmon din fosta R.F.G., Tudor Mărăscu, Nicoleta Toia.

### Premii
Premieri pe plan național.
- La ,Concursul tinerilor actori" din 1962 cu rolul Ioana din spectacolul „Cazul studentului Lotreanu" de Radu Teodoru
- La „Concursul de dramaturgie românească contemporană" din 1970,cu rolul "Silvia" din „Acești îngeri triști" de D.R. Popescu
- Premiul 1 cu recitalul de poezie „Cu mine zilele-ți adaugi" la „Gala recitalurilor dramatice" Bacău 1974

PREZENTAREA FĂCUTĂ DE MIHAI DIMIU PENTRU CAIETUL PROGRAM AL RECITALULUI

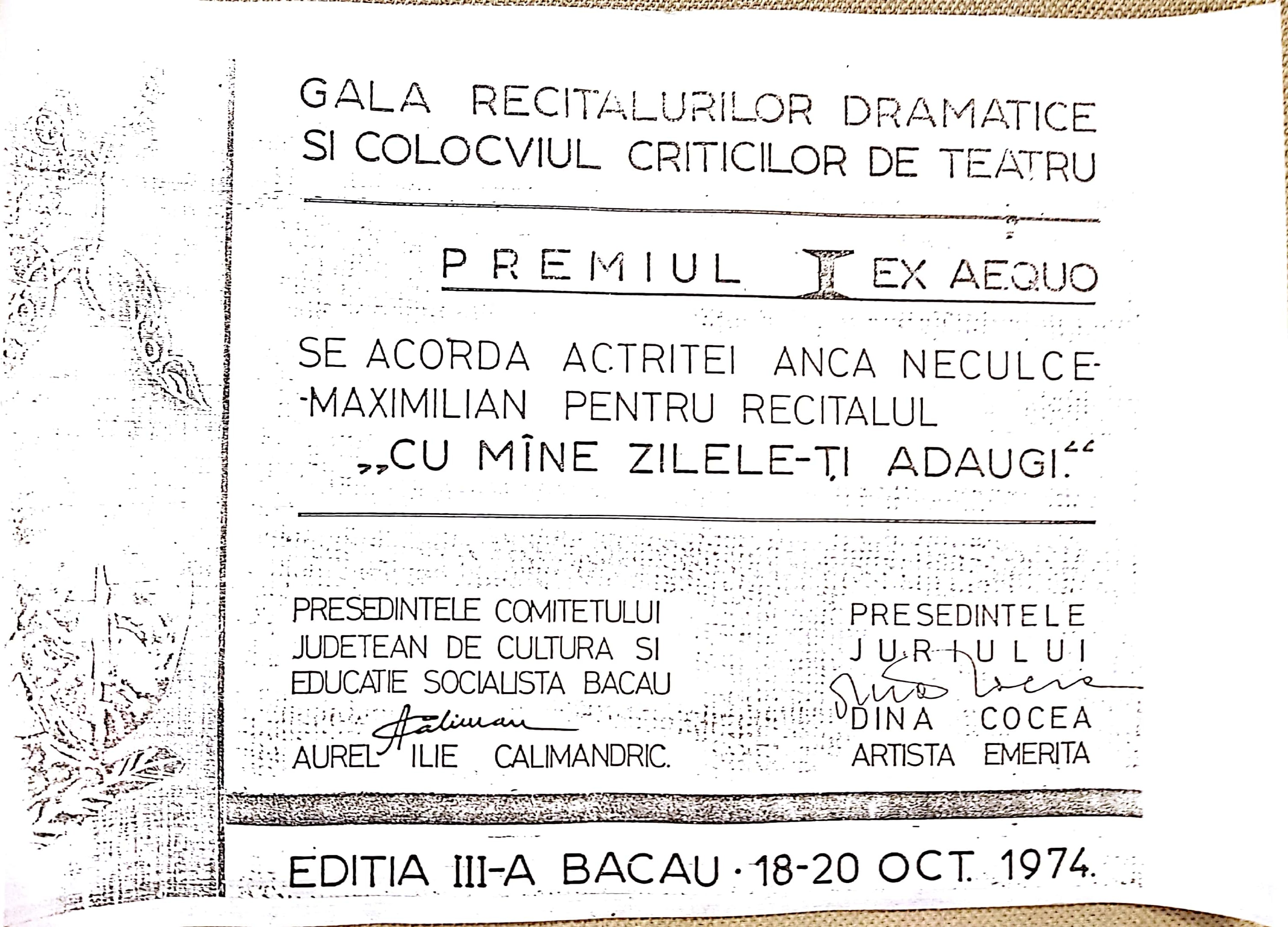
Premiul I Ex AEQUO

”Acum mulți ani și totuși puțini, o fetiță a entuziasmat comisia de admitere la Institut recitând Eminescu cu o surprinzătoare maturitate – maturitate atât în descifrarea gândurilor cât și în tehnică actoricească: mi-o amintesc ca revelația acelui examen. Anii au trecut, fetița și-a părăsit numele copilăresc, diminutival – Anca Ionică - și a devenit cunoscută țării sub un nume cu rezonanțe grave, de cronicar tragic: Neculce. Și totuși încă persistă și coexistă, ca în anii dintâi, o copilărie nedusă la capăt și o maturitate răscolită.
               Am văzut-o interpretând pe scene diferite, întâi în vestul țării, apoi în est: cu rolurile jucate în centrul țării, la Târgul Mureș și în ultima vreme, la Cluj-Napoca, a stabilit o coincidență: s-a impus în centrul atenției opiniei teatrale a României.
               Premiul I, dobândit într-o competiție cu peste cincizeci de actori, la recenta ultimă ediție a Galei naționale a recitalurilor dramatice (Bacău, toamna 1974), nu face decât să consfințească o ierarhie de fapt. În ambianța unor perdele care-și alternau alb-negrul, actrița, înveșmântată în alb și lung, hieratic, evolua prin toată scena, cu mișcări caligrafiate nostalgic, speculând studiat poziția de trei-sferturi, profil, spate. Lucra bine notele de sus, de obicei evitate de actori, ca nesigure, periculoase. Uneori emisia și mișcările finalurilor de poem erau lăsate neîncheiate, punctul devenea virgulă, întrebările versurilor rămâneau suspendate, operând mai departe în noi; și Anca Neculce știuse să selecteze, din Eminescu sau din Ion Barbu sau din Sorescu, texte cu fond meditativ, ontologic...
               Actrița de aliaj special, hăituită prin teatru și prin viață de propria-i intelectualitate (îi surprinzi uneori, pe scenă, talentul incomodat de perpetua cenzură a agerimii minții), și-a pus prin distincția obținută din orașul lui Bacovia, doar o virgulă către elevatele ei deveniri viitoare.”
- Premiul de interpretare feminină pe anul 1977 ex-acquo pentru rolui „Marta" din „Dealul cu fântână arteziană" de Ianis Ritsos
- Premiu acordat de secția de critică teatrală a A.T.M., echivalent UNITER.

Dintre criticii de teatru cunoscuți care au scris cronici: Radu Popescu - fostul redactor șef al revistei Teatru, Radu Enescu scriitor-eseist, fost redactor șef al revistei Familia, Nicolae Carandino, Ana-Maria Narti, Valentin Silvestru, George Banu, Florica Ichim, Ileana Lucaciu, Margareta Bărbuță, Irina Coroiu, Gelu Ionescu, Ion Cocora....
Referiri la profilul artistic și activitățile teatrale, în alte publicații:
- În „Studii și cercetări de istoria artei" teatru-muzică-cinematografie tom.25-1978 „Arta interpretativă în spectacolele Teatrului Național din Cluj-Napoca" de cercetător Ana Maria Popescu
- În volumul „Energiile spectacolului" de Aureliu Manea la editura Dacia 1983 pag.97
- Reluat și în volumul „El vizionarul Aureliu Manea" în colecția „Galeria Teatrului Românesc" din 2000 coordonat de Florica Ichim pag.66
- În volumul „La vorbă cu Vlad Mugur" din aceeași colecție de mai sus,pag.199-200 și în altele....[3]

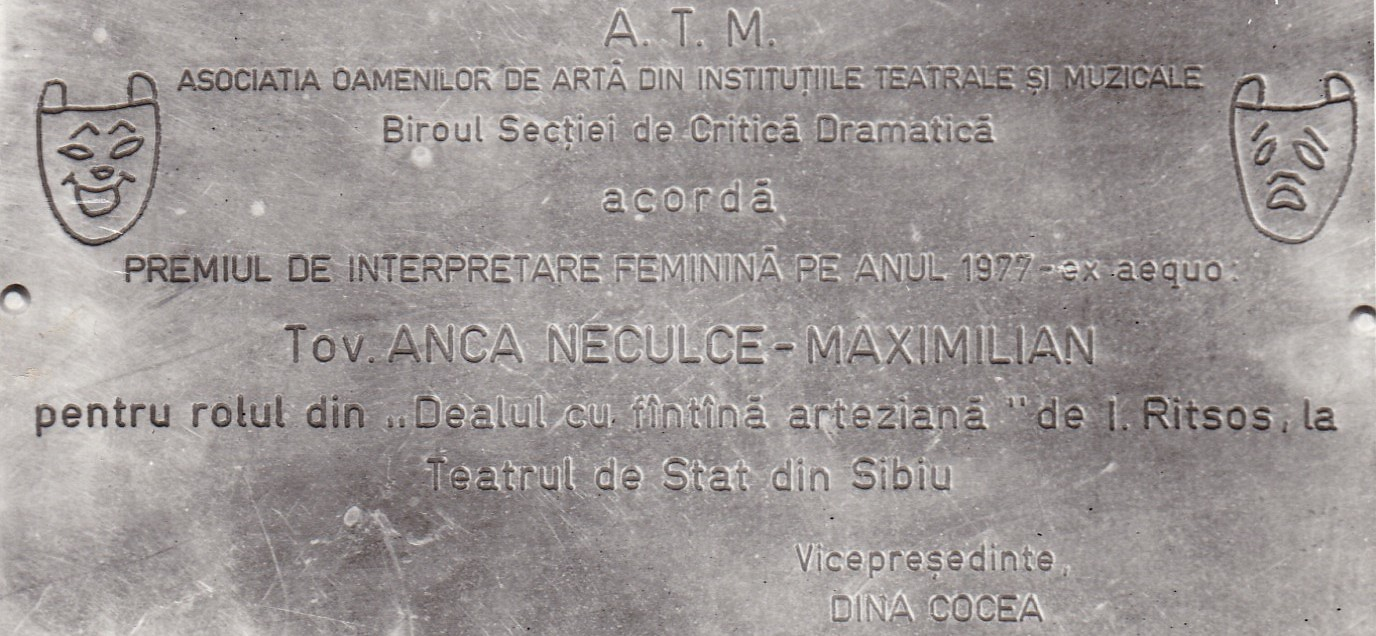
Premiul de interpretare

#### Contribuții personale, la momente importante ale vieții cultural — teatrale a țării
”Prin premiera absolută a piesei „Acești îngeri triști" la T. N. Târgu-Mureș și prin premiile obținute, am contribuit, în anii 1969-70, la debutul și lansarea ca dramaturg a scriitorului Dumitru Radu Popescu.
Am reușit să-l aduc pe regizorul Aureliu Manea, de la Teatrul din Turda, la Teatrul Național Cluj, apoi și la Teatrul din Sibiu, să lucreze efectiv, în momente dificile ale vieții lui, reușind să-și realizeze atunci, între 1972-1982, spectacole de referință ale carierei sale.
Cu un mare efort, puțin cunoscut, poate mai bine doar de fostul Ministru al Culturii Andrei Pleșu și de criticul Florica Ichim, am reușit aducerea în anii 1990-91 a regizorului Vlad Mugur, din nou în România.
Am tradus din germană, piesele de teatru: „Napoleon Întâiul" de Ferdinand Bruckner și „Lulu" de F. Wedekind, cea de-a doua jucându-se chiar pe scena Teatrului Odeon din București în 1997

#### Turnee și colaborări în străinătate:
În 1976 am avut invitația directorului și regizorului Henry Simmon, la cea de-a 25-a aniversare a instituției „Ernst-Deutsch-Theater" din Hamburg-Germania, să joc rolul Stellei din „Stella" de Goethe. După trei luni de studiu, n-am putut onora invitația, Securitatea din România interzicându-mi plecarea din țară.
Între 1979-1981 am făcut, în cadrul unor schimburi culturale cu Polonia, mai multe turnee cu Teatrul din Sibiu, cu „Neînțelegerea" de A.Camus și „Sânziana și Pepelea" de V.Alecsandri, ca și cu piesa poloneză „Balladina" de Slowatzki.
În 1998 cu Teatrul Odeon din București am făcut un turneu în Canada și S.U.A. cu spectacolul „Cumetrele" de Michel Tremblay.”

## Critici
”.....Anca Neculce, fermecătoare în Catrina și strălucitoare în Mașa”
”Au plăcut Anca Neculce în rolul Ioanei Lotreanu – o tânără actriță care și-a cultivat vocea și gestul, care știe să se miște pe scenă liber și degajat. Anca Neculce (Ioana Lotreanu) parcurge cu vigoare și farmec crescendoul ferm pe care stima autorului pentru tipul voluntar îl dăruiește surorii lui Mihai”

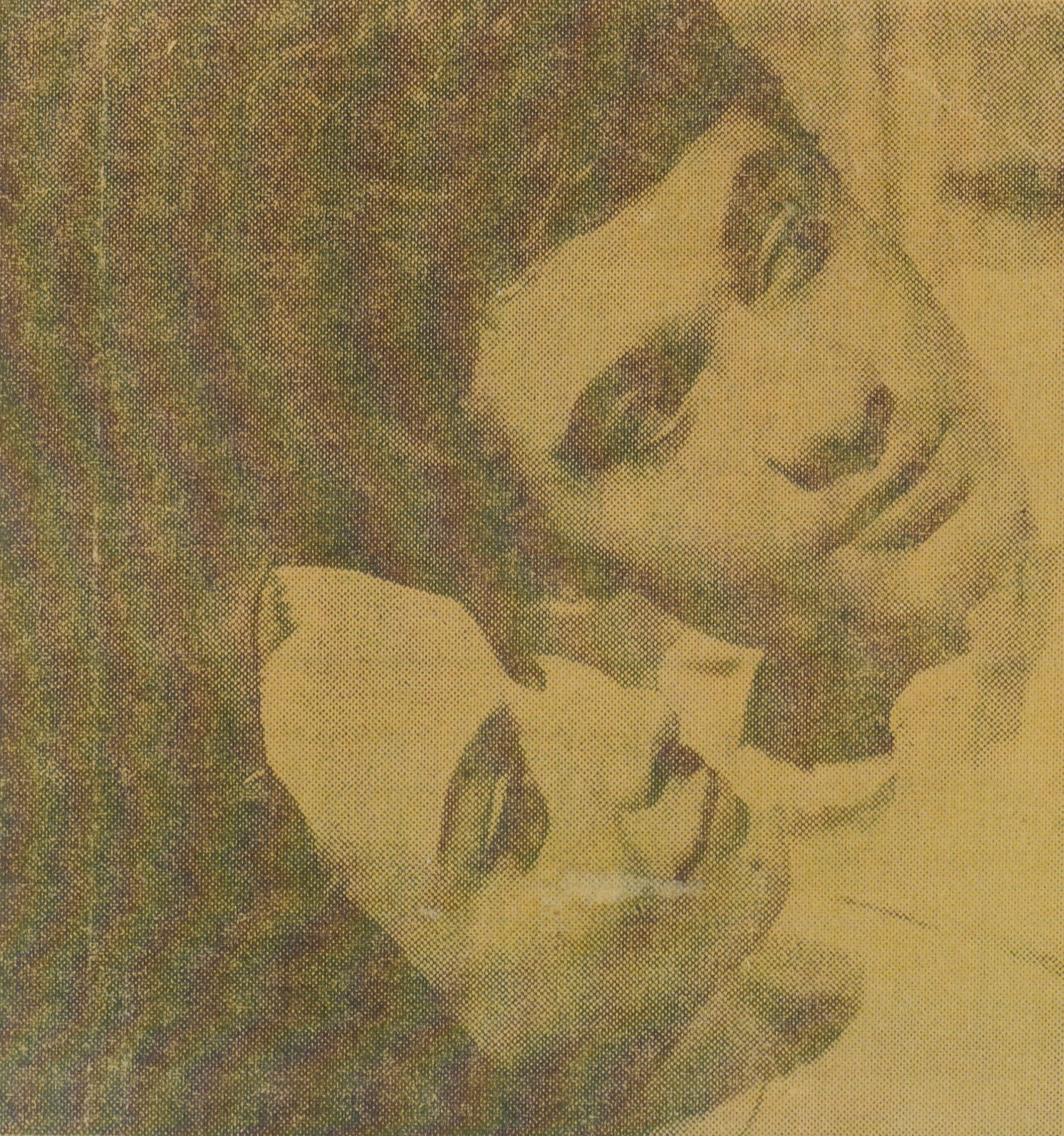
În ”Romeo și Julieta” de W. Shakespeare, cu Emil Hossu

”Prin jocul actriței Anca Maximilian, cel mai convingător personaj al spectacolului este Ioana Boga. O interiorizare cu intonații profunde frumos nuanțate, capacități expresive, bogate în emoție artistică, îndeosebi în pasajele dramatice, caracterizează jocul plin de personalitate al actriței.”
”În primul rând, Anca Neculce-Maximilian, care ni se pare una dintre cele mai dotate ingenue din teatrele noastre”
”Adică, așa cum procedează colega ei, Anca Neculce-Maximilian, o actriță interiorizată, cu un timbru plăcut, care obține o frumoasă creație în rolul Ioanei din ”Surorile Boga” și creionează cu finețe psihologică portretul dificil al tinerei Gaby din Pădurea împietrită. Îmbogățindu-și registrul și cu un rol de comedie, Beatrice (Mult zgomot...), îl rezolvă frenetic, amuzându-se atât cât trebuie de meandrele sufletești ale personajului.”
„Anca Neculce-Maximilian reține printr-o notă ușor ingenuă a copilei ce se joacă neștiutoare. Iubirea-i trezește note de ascunsă și gravă feminitate, culminând cu vibrante accente dramatice. Evoluția Julietei e astfel nuanțată – o compoziție sprințară și ușoară, care treptat surprinde prin nebănuite fioruri tragice.”
„Anca Neculce – Maximilian, în Julieta, a realizat mai mult decât un rol bine interpretat, a realizat o creație. Dispunând de o largă și variată gamă de mijloace de expresie, tânăra actriță, pe care am mai apreciat-o în nenumărate rânduri, a reușit să reînvie pe scenă nu numai simbolul dragostei eterne dar și să ne prezinte o copilă, pe care dragostea și ura o maturizează, transformând-o de-a lungul spectacolului într-o femeie conștientă de actele ei.”
„Anca Neculce-Maximilian servește cel mai exact spectacolul. Nervozitatea, tensiunea vorbirii, această fascinație a „spunerii” e corelată extrem de nuanțat cu farmecul personajului. Comicul provine din invazia cuvintelor.”
„Jocul dragostei și al întâmplării” de Marivaux: „În timp ce la Paris se joacă Falsele confidențe cu Genevieve Page, la Cluj se joacă „Jocul dragostei și al întâmplării” cu Anca Neculce-Maximilian. La aceasta au contribuit mult interpreții, începând cu Anca Neculce-Maximilian, care, printr-un instinct fericit, a intuit stilul propriu al autorului, și s-a apropiat adeseori și foarte mult de el. Interpreta dovedește reală chemare pentru o comedie fină, de analiză și de idei, pentru joaca spiritului, chemare pe care actorii de azi ne fac, din ce în ce mai rar, să simțim că o au. Ea a făcut un cuplu foarte bun cu Nicolae Iliescu, tânăr de o blândă dulceață temperamentală și intelectuală.”

„Anca Neculce-Maximilian (Emilia Marty) a avut un rol extrem de dificil, chiar și sub simplul înțeles de efort fizic și consum nervos. Putem spune că a fost remarcabilă în a crea prin prezența ei polul care a atras și a respins personajele, că a emanat acel fluid magnetic care a fascinat pe ceilalți dar le-a trezit și reacții retractile, că a avut un aer ireal, fantomatic, descărnat, că a sugerat acel amestec de lascivitate morbidă și plictis absolut, că printr-o mișcare halucinantă și un glas voalat cu premeditare a creat impresia că aparține unui alt tărâm, cu alte etaloane de măsură, lipsit de afectivitate, înghețat, cu voința paralizată, că a reușit cu rară virtuozitate să înfățișeze o femeie frumoasă care, paradoxal, repugnă, tuturor. Rolul e cu atât mai greu cu cât orice echivalență ”trăită” este inexistentă. Dificultatea constă în a fi vie în accepția de prelungire fizică, dar moartă în ochii contemporanilor și a propriei conștiințe, în a surprinde punctul de inserțiune între ființă și neființă. Deci un rol pe muchie de cuțit. Anca Neculce-Maximilian a reușit să sugereze că există doar ca prezență biologică în virtutea inerției, dar că sufletește e o nălucă stranie și imateriala. Înțelegând datele piesei, departe de-a fi o zeiță nemuritoare, a fost o femeie nefericită care agonizează la nesfârșit dar, supremă disperare, nu poate muri. Costumele extrem de sugestive. Cromatica violetă și verde a rochiilor Emiliei Marty conjugate cu masca și peruca ei vetustă de cavou, în bătaia unui glacial curent de aer, au potențat impresia de străveziu și halucinant pe care o comunica protagonista. În orice caz, spectacolul Naționalului clujean, ne-a prilejuit satisfacția vizionării unei tinere și foarte dotate actrițe, care a reușit să domine reprezentația, ca o planetă în jurul căreia se învârteau sateliții ei.”
„Ancăi Neculce-Maximilian i-a revenit rolul Kattrinei, fiica mută a Annei Fierline, rol de mare dificultate, pe care însă actrița clujeană l-a rezolvat frumos, deși lipsită de șansa valorificării modulațiilor vocii sale, limitându-se la gestică, la expresia feței și, îndeosebi, a ochilor (în nici un alt spectacol al său, atât de expresivi), gradându-și participarea la dezbaterea temelor piesei până la finalul sacrificiului său pentru salvarea unui oraș amenințat de jaful unor ostași din nu contează care tabără, realizând aici unul din cele mai zguduitoare momente ale spectacolului.”
„Anca Neculce-Maximilian aduce în scenă o Mira predestinată jertfei; feminitatea inocentă, senina ei încredere în frumusețea proiectului și puterea meșterului umplu scena cu căldură”
„Anca Neculce Maximilian în rolul mofturoasei prințese Kägä face o creație frumoasă și surprinzătoare pentru spectatorii care au văzut-o în alte roluri – ingenuitate și sinceritate, dincolo de răsfățurile de curte, și o tristețe a izolării într-o lume artificială”
„Dar meritul principal este al interpreților, care sub atenta ei îndrumare, n-au părăsit o singură clipă aleea care duce de la dramă la poezie și de la poezie la muzică. M-am întrebat care actriță la noi, alta decât Anca Neculce-Maximilian, ar fi putut interpreta rolul principal din piesă. Să recunoaștem, însă, de la bun început – nici una n-ar fi avut mai multe calificări fizice, mai multe înrudiri de sensibilitate, nici una mai multă grație în simțire. Anca Neculce-Maximilian a jucat cu măiestrie pe această claviatură. Notele, adeseori contradictorii, dintr-un comportament determinat pe de o parte de ferocitatea, destinului, pe de alta de povara copleșitoare a provinciei – toate acestea păreau în interpretarea ei firești, fiindcă toate aveau o acoperire interioară.”
„Spectacolul acesta a dobândit, tocmai prin delicatețea și tandrețea care i-au devenit egal-difuz-intrinsece, o amprentă special, o marcă, o clasă. Furat și dus – de actrița Anca Neculce-Maximilian – într-o lume liniștită pe chip și zbuciumată în suflet; într-o lume a visurilor încărcate, frumos, de poezie și a realităților încărcate, apăsător, de banalitate; într-o lume a neputinței și a celui mai cumplit act de voință.”
„Dar mai ales o reprezentație care nu ar fi fost, poate, ceea ce este în absența Ancăi Neculce-Maximilian, în rolul principal, actrița face o compoziție excepțională prin siguranță și complexitate. Intuițiile dintre cele mai fine asupra esenței psihologice a personajului sunt susținute de o forță temperamentală desăvârșit valorificată pe toată claviatura. Creație fără cusur, puternică și nuanțată.”
„A jucat în multe teatre din țară, la Timișoara, Galați, Constanța, Craiova, Târgu-Mureș, Sibiu. A creat o Fedră fascinantă, stăpânită de fiorul tragic (Teatrul de stat Timișoara, 1961-1962), o Julietă fremătând de dragoste, dar lucidă („Romeo și Julieta” de W. Shakespeare, Teatrul de Stat Galați, 1965-1966); cu joc psihologic nuanțat, incandescent a redat drama Irinei din „Citadela sfărâmată” de H. Lovinescu (Teatrul de Stat Galați, 1965-1966). La Teatrul din Cluj-Napoca interpretează: Gilda în „Pisica în noaptea anului nou” de D.R. Popescu (1970-1971),  Wanda în „Gaițele” de Al. Kirițescu (1971-1972), Nuța (O Pasăre dintr-o altă zi de D.R. Popescu, Silvia în Jocul dragostei și al întâmplării de Marivaux, Mira în "Meșterul Manole" de L. Blaga, Olivia în "A douăsprezecea noapte" de W. Shakespeare, Kattrin în "Mutter Courage" de B. Brecht, Emilia Marty în „Rețeta Makropolos” de Karel Capek (1975-1976), Amalia în „Hoții” de Fr. Schiller (1975-1976). ș.a. În rolul Marthei din „Dealul cu fântâna arteziană” de Yannis Rilos, jucat în stagiunea 1976-1977 la Sibiu, actrița demonstrează – cum afirmă cronicarul – cât de modern poate fi interpretat un personaj aparent demodat, ce vastă, profundă trăire poate deveni uneori romanțiozitatea.
Anca Neculce-Maximilian, actriță de acută sensibilitate, se apropie totdeauna de personaj cu inteligență și luciditate. Din acest straniu amestec de sensibilitate și luciditate se compune puternica, originala sa personalitate artistică. Vocea este pentru actriță un instrument delicat, pe care-l stăpânește și-l folosește cu virtuozitate, gestica și-o compune de fiecare dată cu multă siguranță, se mișcă pe scenă cu mare libertate, pe care o gândește cu o siguranță exemplară. Jocul Ancăi Neculce-Maximilian e format dintr-un sistem de semne de o particulară sensibilitate, tulburătoare, vibrantă.
Interpretarea sa are totdeauna frumusețe, fie că descrie o experiență ratată (Gilda), fie inocența și seninătatea, trăite cu intensitate și flacără (Mira).
Intuiția fină asupra psihologiei personajului, dublată de forță dramatică, de temperament puternic, valorificate cu mare știință, elaborarea minuțioasă, armonioasă a caracterului eroinei interpretate, îi oferă actriței posibilitatea de a compune, cu mijloace de expresie variate, cu o subliniată notă personală, rolurile. În Jocul dragostei și al întâmplării, Anca Neculce-Maximilian realizează o Silvie „făcută” în cele mai mici amănunte, în care nervozitatea studiată, vocea la tensiune și ritmicitate uniforme, mișcare grațios elaborată, mimarea inteligent-comică a supunerii și resemnării, conferă un farmec aparte personajului – un recital de mare eleganță și armonie, de o modernitate deliberat frapantă (e secondată cu vervă de Mariana Popovici, în Lisetta). Dimpotrivă, În Kattrin din Mutter Courage, cu gesturi puține, cu mișcări ascunse, concentrând întreaga sa făptură în privirea vie expresivă-dramatică, pregătește cu răbdare momentul culminant din final de mare patetism și frumusețe.”
„Prilejul: faza zonală Brașov a Festivalului național de teatru 1969, când secția română a Teatrului de Stat din Târgu Mureș a prezentat spectacolul cu piesa „Acești îngeri triști”
...Publicul reacționează entuziasmat. Aplauze la scenă deschisă, ropote de aplauze la sfârșitul spectacolului. („Așa ceva n-am mai văzut la Brașov” – îmi spunea a doua zi, referindu-se la entuziasmul publicului și la aplauze, un redactor de la Astra)”
„Pe ANCA NECULCE MAXIMILIAN nu am văzut-o decât în doua spectacole. Prima dată, la București, în urmă cu mai bine de un an, la Festivalul Național de Teatru, în „Acești îngeri triști”. Atunci a fost pentru toată lumea o adevărată revelație. Ca dovadă, alături de Ion Fiscuteanu, actor cu care a format în spectacolul Teatrului din Târgu Mureș un cuplu ideal, a obținut premiul pentru interpretare acordat de Comitetul de Stat pentru Cultură și Artă. A doua oară foarte recent, la Cluj, în „Pisica în noaptea Anului Nou”. Dar și atât a fost suficient. Astăzi sunt convins că Anca Neculce Maximilian e o actriță de rară vocație. În mai puțin de doi ani, ea a jucat în patru teatre Constanța, Târgu Mureș, Ploiești și Cluj. Nu e greu de închipuit că acest lucru a presupus eforturi și renunțări de care numai talentele autentice sunt în stare. Căci în timp ce cutare „vedetă” de circumstanță consulta, să zicem, un jurnal de modă, sau își studia în oglindă încă un zâmbet fatal, interpreta Gildei („Pisica în noaptea Anului Nou”), parcurgea sute de kilometri pentru o repetiție. Într-un fel, fiindcă tot vorbesc cronicarii „despre fanatici”, aș spune că Anca Neculce Maximilian e și ea o fanatică. O fanatică, desigur, dar nu în sensul că și-ar asuma riscuri sau că ar urmări să șocheze cu orice preț prin originalitate. Dimpotrivă: Anca Neculce Maximilian lasă impresia de actriță modestă și supusă cu conștiinciozitate rigorilor. Fanatismul ei, dacă vreți, trebuie înțeles în ceea ce Jacques Copeau considera că e totul pentru un actor, adică în dăruire, nu însă fără precizarea că actorul „ca să se dăruiască trebuie în primul rând să aibă ce dărui”.”
„„Actorul – vedeta stagiunii”. Câțiva dintre interpreții care au impus această realitate: Ion Marinescu („Camera de alături”), Draga Olteanu („Coana Chirița”), Ion Caramitru („Leonce și Lena”), Valeria Seciu („Camera de alături”), Gheorghe Dinică („Nepotul lui Rameau”), Anca Neculce-Maximilian („Acești îngeri triști”).” (image: Contemporanul 24 iulie 1970)
„Ion Fiscuteanu și Anca Maximilian, distribuiți în rolurile principale, au adus în fața noastră două personaje complexe, puternic nuanțate.”
„Anca Neculce-Maximilian în spectacolul cu piesa „Acești îngeri triști” de D.R. Popescu (Teatrul din Târgu Mureș, secția română); piesa, spectacolul și interpreta au fost laureați cu diferite distincții în acest sfârșit de an”
„Scurt istoric. Primul spectacol cu „Acești îngeri triști”, beneficiind de aportul a doi interpreți principali (Anca Neculce-Maximilian și Ion Fiscuteanu), fericit găsiți, a constituit pentru secția română a Teatrului de Stat din Târgu Mureș o afirmare deplină: un mare premiu acordat spectacolului, două premii obținute de către interpreții principali și elogii fără rezerve din partea spectatorilor și a specialiștilor.”
„Ziarul „Politika” apreciază, de asemenea, talentul tinerilor actori, interpreți și rolurilor principale, Anca Neculce Maximilian și Ion Fiscuteanu.”
„Aproape întotdeauna, când ne referim la cineva, suntem tentați a-l defini printr-o calitate esențială, exprimată lapidar, în cât mai puține cuvinte.
La Anca Neculce-Maximilian acest lucru devine dificil. Pentru că nu poți să nu vorbești despre pasiunea ei pentru teatru, despre credința ei în actul scenic în care vede un adevărat ritual, teatrul fiind pentru ea o lume a esențelor. Despre noblețea și distincția ei, urcând parcă din vechime, filtrate de aburul timpului, despre feminitatea ei discretă, difuză, a femeilor superioare, cum ar numi-o Mihai Ralea. Conștiința profesionalismului, apărarea demnității breslei sale, a bunului gust și a calității în artă o fac aprigă și neiertătoare în disputele adesea iscate.
A interpretat un număr apreciabil de roluri, pe scena Naționalului din Cluj-Napoca, dar și a Naționalelor din Craiova și Timișoara, a teatrelor din Constanța, Ploiești, Târgu Mureș, roluri diverse ca factură, jucând cu egală și superioară măsură în tragedii, comedii, drame în piese românești, contemporane. Un rol dintr-o asemenea piesă (Silvia în „Acești îngeri triști” de D. R. Popescu) i-a adus in anul 1970 premiul de interpretare al Festivalului Național de Teatru. Printre alte roluri care i-au prilejuit realizări deosebite trebuie citate: Andromaca (din „Troienele” de Euripide), Fedra (din „Fedra” de Racine), Giacinta (din „Pasiunile pentru vilegiatură” de Goldoni), Rebeca (din „Rosmershol” de Ibsen), Valea (din „Poveste din Irkutsk” de Arbuzov), Mira (din „Meșterul Manole” de Blaga), Margareta și Vanda (din „Gaițele” de Kirițescu), Nuțu (din „O pasăre dintr-o altă zi” de D. R. Popescu), Gilda (din „Pisica în noaptea Anului nou” de D. R. Popescu), Irina și Ioana (din „Citadela sfărâmată” și „Surorile Boga” de Horia Lovinescu).
Aparițiile sale pe scenă se definesc prin precizia conturului personajului, capacitatea de irizare poetică, dar și printr-o notă gravă, o tensiune interioară, un nelipsit semn al meditației. 
Anca Neculce e în toate acestea și, totuși, e încă ceva în plus. Poate că secretul constă în felul cum se îmbină aceste calități și ni se relevă. În cazul ei, această alchimie aș numi-o naturalețe. Nimic la ea nu e făcut cu ostentație sau fortuit. Totul e topit în generozitatea talentului autentic. Fiecare personaj al ei are căldură și viață născute. Născute din pasiune, luciditate, căutare, suferință, bucurie. Fluiditatea emoțiilor, a gândirilor, a stărilor, mișcarea și trecerea lor continuă se desăvârșește pe nesimțite. Această simplitate are ceva din forța magiei: te farmecă, fără ca, totuși, să te subjuge, lăsându-ți libertatea de a o admira cu detașare, și de a o aplauda.”
Data premierei: 5 aprilie 1984
Regia - Mihai Lungeanu, decorurile Octavian Dibrov, costumele Eugenia Bassa-Crîșmaru, traducerea în românește de Gelu Păteanu.
Distribuția: Anca Neculce (Gabi Fodor); Ion Pavlescu (Cornel Garda); Mircea Constantinescu, Florin Dobrovici (Ospătarul).
„Anca Neculce dăruie eroinei o extraordinară sensibilitate, permanent cenzurată cerebral, un patetism temperamental, o exaltare congenitală, zăgăzuită de un autocontrol nemilos, o revelatorie tensiune interioară. Carapacea fermității încrâncenate cedează în cele din urmă, și irump, într-un contrast mișcător, gingășia, feminitatea, senzualitatea reprimată, exuberanța; nebănuite resurse de candoare umanizează idealismul eroinei.”
„Îmi place foarte mult cum repetă actrița Anca Neculce-Maximilian. Aș spune că alături de ea participi la un adevărat proces de creație actoricească. E un om care întreabă foarte mult înainte de a porni la întruchiparea personajului. Citește mult despre structurile semantice ale piesei. Își ia o bibliografie bogată și întotdeauna alege interpretări curajoase ale sensurilor. Elaborarea personajului se petrece în interiorul sufletului și pregătește un drum al unei adevărate Revelații. Deși aparent actriță rațională și extrem de lucidă, Anca Neculce-Maximilian știe secretul punerii în mișcare a resorturilor subconștiente. Urmărind-o te minunezi de pornirile instinctuale ale talentului actriței care, impulsionate de lecturi, audiții muzicale și filme în legătură cu tema propusă, prinde strălucirea pe care o au operele de artă rare. Actrița elaborează cu o sârguință și o migală ce apar la un moment dat ca un chin de facere. Este ceva în ea, un demon care n-o lasă în liniște până nu a încercat și ultima posibilitate de redare teatrală. Sârguința însoțită de răbufniri instinctive este însoțită de un asemenea fanatism și credință în regizor încât te simți obligat și onorat prin asta să pornești cu străduință spre intimitatea sufletească a actului teatral.”